# Sestra (film, 2018)
Sestra (v anglickém originálu: The Nun) je americký hororový film od režiséra Jamese Wana. Film měl premiéru 6. září 2018 v Evropě a o den později v USA. Film je částečným prequelem filmů V zajetí démonů a V zajetí démonů 2. Necelý týden po premiéře vydělal přes 131 milionů USD.

## Děj
Film vysvětluje původ démona Valaka z filmu V zajetí démonů 2. Dvě poslední jeptišky v opatství Cârța v Rumunsku se rozhodnou prozkoumat katakomby, ale starší jeptišku napadne neviditelná síla. Přeživší mladší jeptiška vezme klíč od dveří do katakomb a když vidí, že je v nesnázích, spáchá sebevraždu oběšením. Po 2 letech její tělo najde mladík Frantík (Jonas Bloquet). Vatikán se okamžitě dozvídá o této nešťastné události, a tak vysílá kněze Burkeho (Demián Bichir) a anglickou sestru Irene (Taissa Farmiga), aby případ prošetřili. Seznámí se s Frantíkem a vydají se do kláštera. Kněz a sestra Irene se v klášteře usídlí, ale zjišťují, že tu nejsou sami a po několika znepokojivých paranormálních událostech se kněz Burke rozhodne přijít tajemství kláštera na kloub.
Zjišťuje děsivou historii kláštera, že se zde ve středověku prováděly satanské rituály. Křižáci ovšem hrad vyplenili, přeměnili v klášter i jeptišky se musí neustále modlit, aby zlo nemohlo mimo zdi kláštera. Též zjišťuje původ démona Valaka a se sestrou Irene se snaží najít relikvii, která by mohla démona zastavit. Tím je skleněná nádobka s Kristovou krví. Tu naleznou a rozhodnou se vydat do katakomb a vypořádat se se zlem, které zahaluje klášter.
Jakmile vstoupí do katakomb, začíná si s nimi Valak pohrávat. Frantíka málem uškrtí, Irene posedne a otce Burkeho málem zabije. Frantík Irene potřísní Kristovou krví a Valak mizí. Avšak se objeví ve vodě a pokusí se sestru uškrtit. Ta na něho však vystříkne relikvii, démon je zahnán a portál do podsvětí je zavřen. Burke případ uzavře a odjíždí do Vatikánu. Ovšem Valak se tak lehce nevzdá.

## Obsazení
| Taissa Farmiga | sestra Irene                |
| Demián Bichir  | otec Burke                  |
| Jonas Bloquet  | Maurice Theriault (Frantík) |
| Bonnie Aarons  | Valak (v rouchu sestry)     |
| Charlotte Hope | sestra Viktorie             |
| Ingrid Bisu    | sestra Oana                 |